# Pasjača (Prokuplje)
Pour les articles homonymes, voir Pasjača.
Pasjača (en serbe cyrillique : Пасјача) est un village de Serbie situé dans la municipalité de Prokuplje, district de Toplica. Au recensement de 2011, il comptait 25 habitants.

## Démographie
| 1948 | 1953 | 1961 | 1971 | 1981 | 1991 | 2002 | 2011 |
| ---- | ---- | ---- | ---- | ---- | ---- | ---- | ---- |
| 322  | 300  | 245  | 152  | 94   | 16   | 35   | 25   |

|  |